# Agama mucosoensis
Espèce
Synonymes
- Agama agama mucosoensis Hellmich, 1957

Agama mucosoensis est une espèce de sauriens de la famille des Agamidae.

## Répartition
Cette espèce est endémique d'Angola.

## Description
L'holotype de Agama mucosoensis, un mâle, mesure 281 mm dont 155 mm pour la queue.

## Étymologie
Son nom d'espèce, composé de mucoso et du suffixe latin -ensis, « qui vit dans, qui habite », lui a été donné en référence au lieu de sa découverte, le village de Mucoso dans la province de Kwanza-Nord.

## Publication originale
- Hellmich, 1957 : Herpetologische Ergebnisse einer Forschungsreise in Angola. Verfentlichungen der Zoologischen Staatssammlung München, vol. 5, p. 1-91 (texte intégral).